# Diego Fagúndez
Diego Santiago Fagúndez Pepe (Montevidéu, 14 de fevereiro de 1995) é um futebolista uruguaio que atua como meia. Atualmente, joga pelo Los Angeles Galaxy.
Ele é filho do ex-goleiro Washington Fagúndez, que defendeu o Central Español nos anos 1990. Após marcar o seu 25º golo, tornou-se o jogador mais jovem a marcar 25 golos na liga americana.

## Títulos
Los Angeles Galaxy
- MLS Cup: 2024